# 金口钟螺
金口钟螺（学名：Chrysostoma paradoxum），是原始腹足目钟螺科Chrysostoma的一种。主要分布于马来西亚、印度尼西亚、中国大陆、台湾，常栖息在潮间带岩石上、潮间带。